# Strävfibblesläktet
Strävfibblor (Picris) är ett släkte av korgblommiga växter. Strävfibblor ingår i familjen korgblommiga växter.

## Bildgalleri

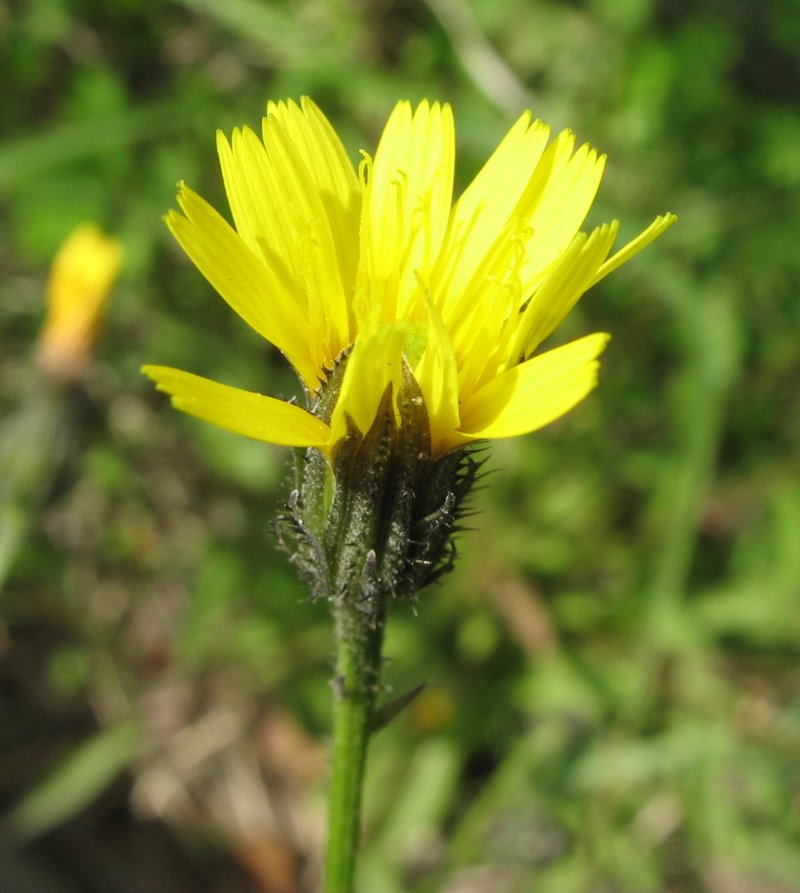
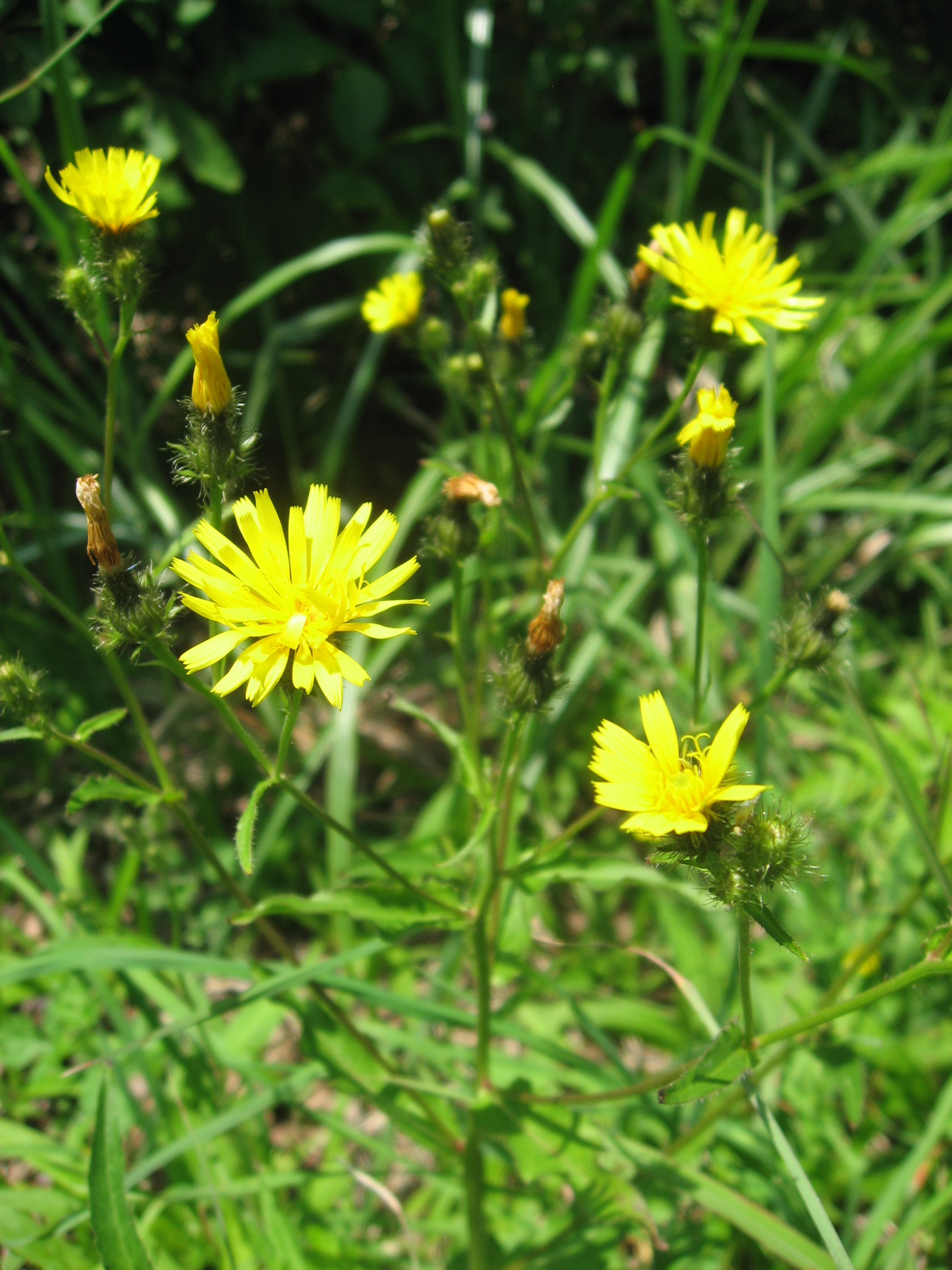
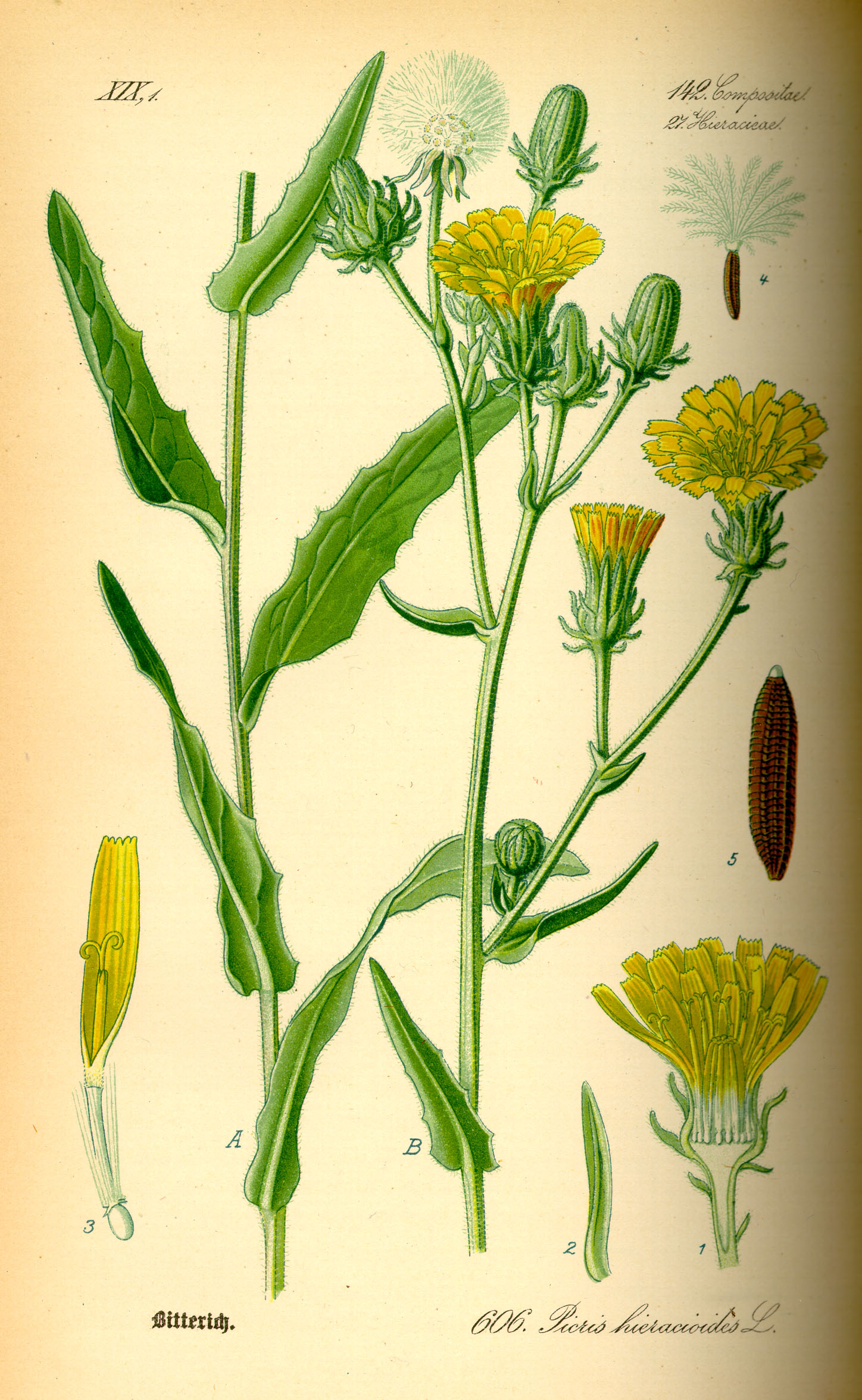

## Dottertaxa till Strävfibblor, i alfabetisk ordning[1]
- Picris albida
- Picris amalecitana
- Picris aspera
- Picris asplenioides
- Picris atlantica
- Picris babylonica
- Picris barbarorum
- Picris bracteata
- Picris burbidgeae
- Picris campylocarpa
- Picris comosa
- Picris compacta
- Picris conyzoides
- Picris cupuligera
- Picris cyanocarpa
- Picris cyprica
- Picris cyrenaica
- Picris davurica
- Picris divaricata
- Picris drummondii
- Picris eichleri
- Picris evae
- Picris flexuosa
- Picris galilaea
- Picris helminthioides
- Picris hieracioides
- Picris hispanica
- Picris hispidissima
- Picris humilis
- Picris junnanensis
- Picris kotschyi
- Picris littoralis
- Picris longirostris
- Picris macloviana
- Picris macrantha
- Picris macrorhiza
- Picris mauginiana
- Picris morrisonensis
- Picris nigricans
- Picris nuristanica
- Picris ohwiana
- Picris olympica
- Picris pauciflora
- Picris pygmaea
- Picris racemosa
- Picris rhagadioloides
- Picris rivularis
- Picris sancta
- Picris scaberrima
- Picris scabra
- Picris senecioides
- Picris sinuata
- Picris spinosissima
- Picris squarrosa
- Picris strigosa
- Picris sulphurea
- Picris wagenitzii
- Picris willkommii
- Picris xylopoda